# 홀리 험버스톤
홀리 험버스톤(Holly Humberstone, 1999년 12월 17일 ~ )은 잉글랜드의 싱어송라이터이다. BBC 사운드 오브 2021 명단에 올랐다.

## 음반 목록

### EP
- Falling Asleep at the Wheel  (2020)
- The Walls Are Way Too Thin (2021)